# Сюзън Фокс
Сюзън Фокс (на английски: Susan Fox) е американска писателка на произведения в жанра любовен роман.

## Биография и творчество
Сюзън Елоиз Фокс е родена на 22 април 1952 г. в Де Мойн, Айова, САЩ. Има брат – Стивън и сестра – Джанет.
Тя е лицензиран педиатричен терапевт. Била е директор на педиатрична клиника в Сиатъл.
В началото на 80-те започва да пише на принципа на пробите и грешките. Първият ѝ ръкопис „Drifter“ печели наградата „Златно сърце“, но не е публикуван. Първият ѝ любовен роман „Vows of the Heart“ (Клетви на сърцето), който също печели наградата „Златно сърце“, е издаден през 1986 г.
Сюзън Фокс живее със семейството си в Де Мойн.

## Произведения

### Самостоятелни романи
- Vows of the Heart (1986) – награда „Златно сърце“
- Dance Sonata (1987)
- The Black Sheep (1988)
- Not Part of the Bargain (1989)
- Wild at Heart (1997) – с Икако Мидори
- The Marriage Bargain (2000)
- The Man She'll Marry (2000)
- Her Forbidden Bridegroom (2002)
- The Prodigal Wife (2002)
- The Marriage Command (2003)
- A Marriage Worth Waiting for (2004)
- The Bride Prize (2004)
- The Dating Resolution (2005)
- His Hired Bride (2005)
- A Husband to Belong to (2005)

### Серия „Размирни невести“ (Rebel Brides)
1. To Claim a Wife (1999)
2. To Tame a Bride (1999)

### Участие в общи серии с други писатели

#### Серия „Обратно в ранчото“ (Back To The Ranch)
1. The Bad Penny (1993)
Обвинението, изд.: „Арлекин България“, София (1994), прев. Борис Дамянов
15. A Wedding in the Family (1998)
от серията има още 15 романа от различни автори

#### Серия „Невеста!“ (Hitched!)
- The Cowboy Wants a Wife! (1996)

от серията има още 8 романа от различни автори

#### Серия „Търси се невеста за коубоя“ (Cowboy Grooms Wanted)
- An Arranged Marriage (1998)
- The Wife He Chose (2001)

от серията има още 1 роман от Джанел Денисън

#### Серия „Булчински договор“ (Contract Brides)
- Marriage on Demand (2001)
- Bride of Convenience (2003)

от серията има още 8 романа от различни автори

#### Серия „Чуждестранни афери“ (Foreign Affairs)
- Western Weddings (2002) – сборник с Дей Леклеър

от серията има още 32 романа от различни автори

#### Серия „Да имаш и да задържиш“ (To Have and to Hold)
8. Contract Bride (2003)
от серията има още 34 романа от различни автори

#### Серия „Западни сватби“ (Western Weddings)
- The Bridal Contract (2007)

от серията има още 14 романа от различни автори

#### Сборници
- Western Loving (1993) – с Барбара Кей и Джоан Рос
- Marry Me Cowboy (1995) – с Джанет Дейли, Ан Макалистър и Маргарет Уей
- There's Something About a Cowboy (1995) – с Кандис Шулер и Маргарет Уей
- Summer Brides (2003) – с Лиз Филдинг и Миранда Лий
- Marriage at His Convenience (2003) – с Даяна Хамилтън и Миранда Лий
- Wedding Bells (2007) – с Марион Ленокс и Лий Майкълс
- Reclaiming His Wife (2009) – с Мелани Милбърн и Елизабет Пауър

#### Документалистика
- Baby Steps (1999)
- Rookie Dad: Fun and Easy Exercises and Games for Dads and Babies in Their First Year (2001)
- Rookie Dad Tackles the Toddler (2005)